# Stazione di Stoccarda Centro
La stazione di Stoccarda Centro (in tedesco Stuttgart Stadtmitte) è una stazione S-Bahn nel centro di Stoccarda.
La stazione si trova esattamente sotto la Theodor-Heuss-Straße, nota per i suoi bar e night club e offre un accesso diretto alla Königstraße, la principale zona pedonale.

## Movimento
La stazione è servita da tutte le linee della S-Bahn.